# ラサロ・カルデナス
ラサロ・カルデナス・デル・リオ（Lázaro Cárdenas del Río、1895年5月21日 - 1970年10月19日）は、メキシコの政治家、大統領（任期1934年-1940年）。
20世紀でも国民の人気の高いメキシコ大統領であり、ポピュリストとも評されている。

## 来歴
メキシコ中部のミチョアカン州で生まれ、印刷工から1913年、18歳の時にメキシコ革命に参加、アルバロ・オブレゴンの護憲革命軍北西師団で騎兵隊指揮官となる。オブレゴンが政権を握って以降、1928年ミチョアカン州知事、国民革命党PNR（彼の大統領在任中にメキシコ革命党PRMに改組され、その後さらに制度的革命党PRIに改名して現在に至る）の党総裁、内務大臣、陸軍長官を歴任し1934年に大統領選に立候補。圧倒的に強力な支配政党からの出馬で、実質的に落選の可能性はなかったにもかかわらず、選挙戦においては過去に例のない全国遊説を行い、圧倒的な得票で当選する。
政界の黒幕であったカジェス元大統領に推されて、その傀儡として選ばれた大統領だったが、当選後はカジェスやその側近、腐敗の極みにあった既存の労働組合幹部を追放し、1917年革命憲法にうたわれながらほとんど実行されていなかった農地改革などの社会改革に乗り出す。農地改革の規模は2,000万ヘクタール、分配を受けた農民は77万人であった。
大統領在任中は、1937年に鉄道の国有化、38年には石油産業の国有化に踏み切る。特に石油産業の国有化によるペメックスの設立はアメリカ合衆国の猛烈な反発を受け、接収の補償金支出を巡って財政危機に陥ったが、国民は熱狂的にこれを支持した。スペイン内戦に当たっては、最後まで共和政府側を支援した。3,000挺とも20,000挺ともいわれる小銃を送ったほか、人民戦線の敗北によって内戦が終結したあとは、約10,000人の亡命者をメキシコに受け入れた。この亡命者がメキシコの文化・芸術などに与えた影響は非常に大きかったと言われている。1937年には、ソ連を追われていたトロツキーの亡命も受け入れた。
大統領退任後は1945年まで国防長官を務め、第二次世界大戦中はアメリカ合衆国との同盟強化に努めた。
1955年にはスターリン平和賞を受賞した。

## 表彰
カルデナスの出身地ミチョアカン州の港町ロス・ラニトスは彼の功績にちなんで1970年にラサロ・カルデナス市と改名している。
1992年に発行された10新ペソ紙幣に肖像が使用されていた。

## 家族
彼の息子クアウテモク・カルデナスも政治家であり、やはりミチョアカン州知事を務めたあと、与党制度的革命党を離れ、中道左派政党の民主革命党（PRD）を結成、その党首として数回大統領選に立候補しているほか、首都メキシコシティの市長にも当選している（任期1997年-2000年）。クアウテモクの長男でラサロの孫にあたるラサロ・カルデナス・バテルも同じく政治家を務めている。